# サッカーバチカン代表
サッカーバチカン代表（サッカーバチカンだいひょう）とは、バチカンにおけるサッカーのナショナルチームである。国際サッカー連盟（FIFA）には加盟していない。

## 概要

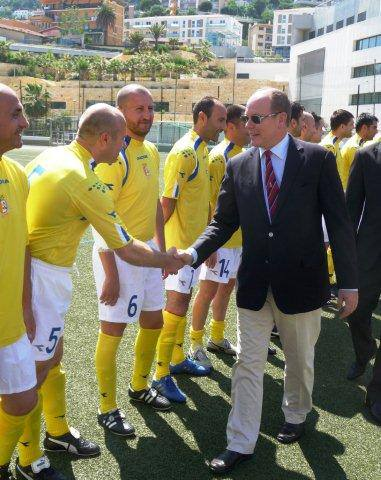
モナコ大公 アルベール2世と握手を交わすバチカン代表（2013年6月22日）

チームはバチカン国籍を有する聖職者会議の議員やスイス人衛兵のほか、バチカン美術館の警備員、郵便局員、バチカン放送の職員（ほとんどがイタリア国籍）などで構成されている。
バチカン国籍を有する者はそれほど長期間バチカンに身を置くことが無いため、長期間チームに留まることができず、選手の顔ぶれは極めて流動的である。従って必ずしもチームとして機能しているとは言い難く、代表戦が行われるケースはごく稀である。またバチカン宮殿内にサッカー場を有しておらず、ホームゲームを行う場合は国外（イタリア・ローマ）にある宮殿外のサッカー場を使用することになる。
1994年にサンマリノB代表と最初の親善試合を行い、0-0で引き分けた。モナコ代表とは2002年・2011年・2013年・2014年・2017年に計5度対戦し、バチカンの2分3敗となっている。

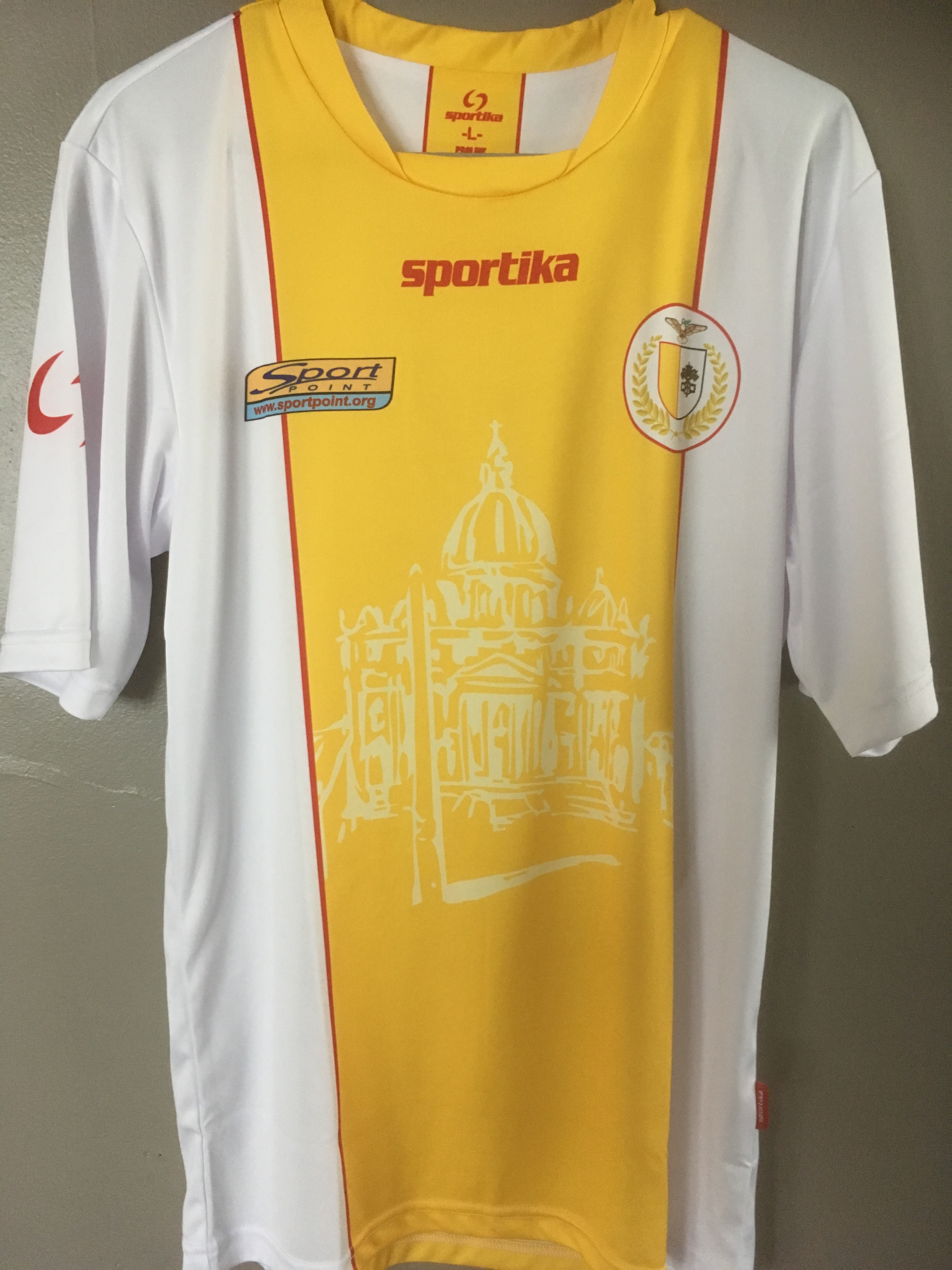
バチカン代表のユニフォーム（2017年のモナコ代表戦）

熱狂的なユヴェントスFCのファンでもある枢機卿のタルチジオ・ベルトーネは、2006年に「教皇庁立大学のブラジル人学生を受け入れれば、素晴らしいチームを作ることができるだろう」と述べている。
2019年にはサッカーバチカン女子代表チームも組織され、女子セリエAのASローマと初の試合を行った。教皇庁に勤務するカメルーン出身の Eugenie Tcheugoue がキャプテンを務めたが、0-10で敗れた。
2019年4月、ミラノのワイナリーであるポデーリ・ディ・サン・ピエトロと史上初のスポンサー契約をしたことが発表された。チームが定めた厳格な倫理基準を満たしていることを確認した上で締結され、以前、協会はスポーツ賭博会社から大規模なスポンサーシップの提案を受けたことがあるが、倫理基準を満たさないという理由で拒否している。

## 歴代監督
- サヴェリオ・ディ・ポフィ
- ジョバンニ・トラパットーニ
- ジャンフランコ・グアダニョーリ